# Tovomita calophyllophylla
Tovomita calophyllophylla är en tvåhjärtbladig växtart som beskrevs av García-villacorta och Barry Edward Hammel. Tovomita calophyllophylla ingår i släktet Tovomita och familjen Clusiaceae. Inga underarter finns listade i Catalogue of Life.